# Sainte-Blandine (Deux-Sèvres)
Pour les articles homonymes, voir Sainte-Blandine.
Sainte-Blandine (Sénte Bllandine en poitevin-saintongeais) est une commune déléguée d'Aigondigné et une ancienne commune du Centre-Ouest de la France située dans le département des Deux-Sèvres, en région Nouvelle-Aquitaine.

## Histoire
La correspondance entre le nom de la commune (la sainte bien connue) et sa traduction en patois local pose problème. En effet les plus anciens habitants, ou originaires, disent non pas Sainte-Biandine, comme on pourrait s'y attendre, mais "Sé-Piazine". Qui connait cette sainte, absente du dictionnaire des saints et bienheureux ?
Or, une carte de la fin du XVIe siècle, à la place exacte qu'occupe Sainte-Blandine, entre Celles et "Prahec" on lit: S Placine, ce qui est fort proche de la dénomination patoisante.(Pla ⇒ Pia). La carte de l'évêché de Poitiers (partie méridionale), dressée par Nicolas Sanson d'Abbeville au XVIIe siècle, montre la double toponymie : "Sainte Plazine ou Sainte Blandine". Dans ses Mémoires de la ligue Simon Goulart rapporte qu'en 1588, afin de s'emparer de Niort, les troupes d'Henri de Navarre, venant de Saint-Jean-d'Angély, dépassèrent la forêt de Chizé et se séparèrent en deux groupes : l'un remonta par Fors, tandis que l'autre « s'achemina jusques à un Carrefour, près le Bourg de Sainte Plasine... ».
En 175 apr. J.-C. sainte Blandine dite de Lyon serait venue dans cette région de la Gaule pour prêcher la sainte parole, et aurait laissé dans l'église de Sainte-Blandine des extraits d'écrits saints, rédigés par saint Jean (d'après la légende) ; ces écrits sont aujourd'hui archivés à la cathédrale Notre-Dame de Paris.
Ce n'est qu'en 1789 que le village est rebaptisé sous le nom de Sainte-Blandine, c'est-à-dire après la découverte des écrits saint dans l'église. Avant cela l'illustre village se dénommait Le fief cellois puisqu'il appartenait encore au canton de Celles/Belle.
Depuis cette époque, différentes légendes se sont profilées quant au passage de la sainte Blandine au sein du village. D'après les témoignages d'anciennes familles sainte-blandinoises, la sainte était perdue lorsqu'elle arriva dans le "fief cellois". Elle alla prêcher la parole sainte grâce à l'eau du puits et trouva la sainte voix qui la ramena vers son foyer. Depuis ce jour, sainte Blandine serait le pays illuminateur de l'esprit. Mais ce n'est qu'une simple légende.

Une autre légende dit qu'elle aurait été enlevée par le comte du Fief cellois, qui était un courtisan hors norme, et l'aurait hébergée pendant sept jours. Le septième jour celle-ci s'était enfin libérée. Une bonne a raconté qu'elle avait réussi à s'échapper grâce à la sainte voix divine, qui lui aurait ouvert les portes de la lumière vers son foyer.
Le baron, qui était éperdument tombé amoureux de la jeune fille se laissa mourir par désespoir. Ainsi le Chatelet du comte fut détruit et l'on y construisit la place du village où se trouve aujourd'hui le puits saint qui donne la lumière aux pensées noires.
Le1er janvier 2019, elle fusionne avec Aigonnay et Mougon-Thorigné pour former la commune nouvelle d'Aigondigné. Mougon est le chef-lieu de cette commune nouvelle comptant quatre communes déléguées.
La commune de Tauché fait partie de la Communauté de communes de Mellois en Poitou. N'étant qu'un village, Tauché apporte de l'argent à la communauté de communes de Melles.
Tauché est animé par l'école maternelle Jacques Bujault et une Bibliothèque.
Une machine à pain a été mise à disposition par la boulangerie de l'Abbaye à Celles sur Belle, à côté de la salle des fêtes. Point de rendez vous d'un duo. Une petite épicerie à malheureusement été fermée. Nous encourageons toute personne volontaire à reprendre les locaux  pour bar, salon de thé, superette, épicerie, boulangerie ou tous autres commerces.

## Politique et administration

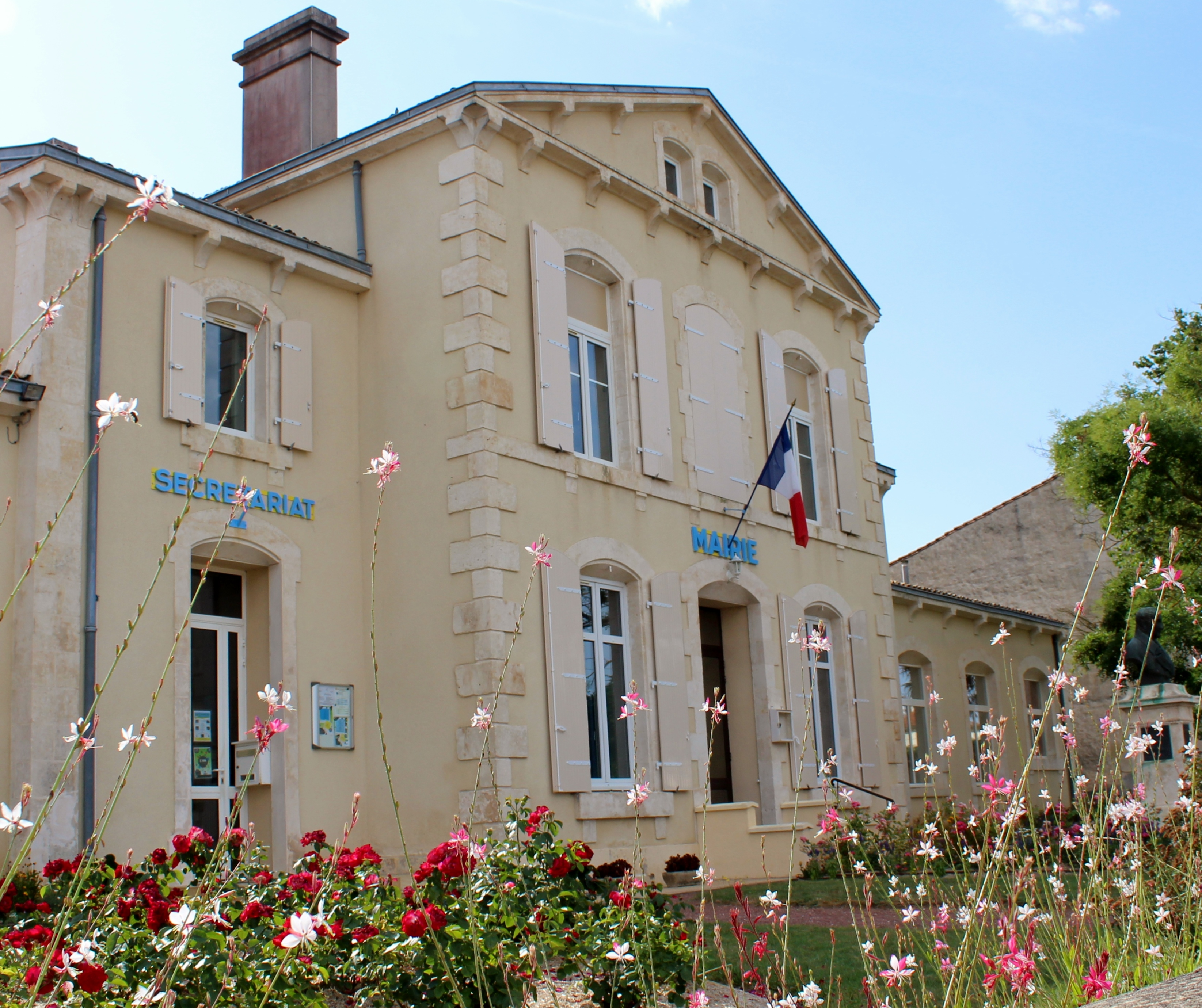
La mairie.

| Période      | Période  | Identité        | Étiquette | Qualité |
| ------------ | -------- | --------------- | --------- | ------- |
| janvier 2019 | En cours | Patricia Rouxel |           |         |

| Période    | Période          | Identité        | Étiquette | Qualité |
| ---------- | ---------------- | --------------- | --------- | ------- |
| mai 2001   | avril 2014       | Gilbert Rivault |           |         |
| avril 2014 | 31 décembre 2018 | Patricia Rouxel |           |         |

## Démographie
À partir du XXIe siècle, les recensements réels des communes de moins de 10 000 habitants ont lieu tous les cinq ans. Pour Sainte-Blandine, cela correspond à 2008, 2013, 2018, etc. Les autres dates de « recensements » (2006, 2009, etc.) sont des estimations légales.
| 1793 | 1800 | 1806 | 1821 | 1831 | 1836 | 1841 | 1846 | 1851 |
| ---- | ---- | ---- | ---- | ---- | ---- | ---- | ---- | ---- |
| 529  | 538  | 499  | 565  | 578  | 630  | 667  | 680  | 658  |

| 1856 | 1861 | 1866 | 1872 | 1876 | 1881 | 1886 | 1891 | 1896 |
| ---- | ---- | ---- | ---- | ---- | ---- | ---- | ---- | ---- |
| 693  | 703  | 693  | 647  | 690  | 704  | 758  | 802  | 774  |

| 1901 | 1906 | 1911 | 1921 | 1926 | 1931 | 1936 | 1946 | 1954 |
| ---- | ---- | ---- | ---- | ---- | ---- | ---- | ---- | ---- |
| 713  | 734  | 708  | 663  | 665  | 618  | 612  | 581  | 632  |

| 1962 | 1968 | 1975 | 1982 | 1990 | 1999 | 2006 | 2008 | 2013 |
| ---- | ---- | ---- | ---- | ---- | ---- | ---- | ---- | ---- |
| 585  | 520  | 493  | 475  | 492  | 540  | 608  | 628  | 709  |

| 2016 | - | - | - | - | - | - | - | - |
| ---- | - | - | - | - | - | - | - | - |
| 708  | - | - | - | - | - | - | - | - |

## Culture locale et patrimoine

### Lieux et monuments
- Église Sainte-Blandine de l'ancien prieuré des chanoines réguliers de Saint-Augustin de Sainte-Blandine. Elle est inscrite à l'Inventaire général du patrimoine culturel[8].

### Personnalités liées à la commune
- Jacques Pierre Bujault, député des Deux-Sèvres de 1815 à 1822. Auteur de divers ouvrages de vulgarisation du progrès en agriculture. Son buste est érigé devant l'école communale de Tauché, le plus gros bourg de la commune.